# Andropogon pseudoischaemum
Andropogon pseudoischaemum är en gräsart som beskrevs av Christian Gottfried Daniel Nees von Esenbeck och Ernst Gottlieb von Steudel. Andropogon pseudoischaemum ingår i släktet Andropogon och familjen gräs. Inga underarter finns listade i Catalogue of Life.